# John Coda
John Coda (* in Los Angeles, Kalifornien) ist ein US-amerikanischer Komponist und Produzent mit einem Schwerpunkt auf Filmmusik.

## Leben
Bereits in seiner Jugend begann Coda selbst Musik zu schreiben und erlernte die Instrumente Schlagzeug, Klavier und Flöte. An der California State University, Northridge absolvierte er später einen Abschluss als Bachelor of Music. Danach arbeitete Coda für diverse Tonstudios in Hollywood und verschrieb sich der Komposition von Musik für Film und Fernsehen. Darüber hinaus betätigte er sich auch als Songwriter für andere Künstler.
Heute lebt John Coda im südkalifornischen Santa Monica.

## Filmografie (Auswahl)
- 1994: Red Sun Rising
- 1994–1995: Was ist los mit Alex Mack? (The Secret World of Alex Mack, Fernsehserie)
- 1995: Kevin Johnson – Ein Mann verschwindet (The Disappearance of Kevin Johnson)
- 1996: Blonde Rache (Sworn to Justice)
- 1998: By Default (Kurzfilm)
- 1998: Mega Mountain Mission (3 Ninjas: High Noon at Mega Mountain)
- 1999: Wild Grizzly – Jagd auf Leben und Tod (Wild Grizzly, Fernsehfilm)
- 1999: Fünf Freunde in geheimer Mission (P.U.N.K.S.)
- 1999: Projekt: Baumhausgeisel (Treehouse Hostage)
- 2000: Mom & Me (Kurzfilm)
- 2000: Primary Suspect
- 2000: Old Drum – Gut gebellt ist halb gewonnen (The Trial of Old Drum, Fernsehfilm)
- 2000: Just Sue Me
- 2001: Race to Space – Mission ins Unbekannte (Race to Space)
- 2002: 100 Women – Eine ist wie keine (Girl Fever)
- 2002–2003: Eben ein Stevens (Even Stevens, Fernsehserie)
- 2003: Monster Man – Die Hölle auf Rädern (Monster Man)
- 2004: Let’s Love Hate (Kurzfilm)
- 2003–2005: Raven blickt durch (That’s So Raven)
- 2006: Liebe und Eis 2 (The Cutting Edge: Going for the Gold)
- 2006: Beyond the Break (Fernsehserie)
- 2006: Just for Kicks (Fernsehserie)
- 2007: If I Had Known I Was a Genius
- 2007: Bratz
- 2009: Natürlich blond 3 – Jetzt geht’s doppelt weiter (Legally Blondes)
- 2015: Ein Heiratsantrag zu Weihnachten (Just in Time for Christmas)
- 2020: Cats & Dogs 3: Pfoten vereint! (Cats & Dogs 3: Paws Unite!)
- 2022: The King’s Daughter
- 2024: Reagan

## Auszeichnungen
Der Erfolg der Fernsehserie Raven blickt durch, für die Coda die Titelmusik schrieb, bescherte ihm einen BMI Award und eine Goldene Schallplatte der Walt Disney Records.